# Patricio Yáñez
Patricio Nazario Yáñez Candia, más conocido como Pato Yáñez (Valparaíso, 20 de enero de 1961), es un exfutbolista profesional y exatleta chileno, que ocupaba la posición de punta derecho o extremo derecho. Con la selección chilena disputó la final de la Copa América 1979 y participó en el Mundial de España 1982. Actualmente se desempeña como comentarista deportivo.

## Trayectoria
En atletismo compite por Liceo de Quilpué. En 1975 con 14 años logra 11,8 segundos en 100 metros planos en el torneo nacional de atletismo "El Mercurio" realizado en octubre de ese año. Su mejor marca como juvenil fueron 11.2 segundos. 
Sus inicios en fútbol amateur fue en el club Alto Florida de Quilpué.
Debutó profesionalmente en San Luis de Quillota. En Quillota fue recibido por el gerente técnico del San Luis de Quillota, Don Eduardo "Punto" Silva, con la asistencia del legendario exjugador de Deportes Antofagasta, Carlos "Máquina" Hernández, en la preparación física. Don Eduardo Silva fue el artífice, estratega, inspirador y organizador del equipo quillotano con mayor proyección, fútbol, atención periodística y gloria, en la historia deportiva de la Provincia de Quillota.
El "Pato", bajo la mirada atenta del técnico Silva, hizo historia junto a otros grandes del balompié en Quillota, como Víctor Cabrera, Jorge Muñoz, Álex Martínez, Freddy Bahamondes, entre varios. La afición local nunca antes gozó con tantos goles y triunfos, el estadio jamás tuvo tantos asistentes al fútbol como en la época de Patricio Yáñez.
En 1982, tras el Mundial, Josep María Minguella lo llevó a la pretemporada del F.C Barcelona cuya estrella mayor era Diego Maradona. Casi al final de la pretemporada, le ofrecieron a Yáñez fichar, pero en la filial que jugaba en segunda división, Finalmente el pase de Yáñez fue adquirido por el Real Valladolid de España. En este equipo jugó 4 temporadas y ganó el trofeo más importante en la historia del club, la Copa de la Liga de España 1984, venciendo en la final a Atlético de Madrid.
En 1986 fue cedido a préstamo al Real Zaragoza, también español. En este club estuvo solo una temporada, siendo traspasado al Real Betis, donde estuvo 3 temporadas. Finalmente en 1990 volvió a su país. El club Universidad de Chile hizo el esfuerzo para repatriarlo, aunque jugó poco tras continuas lesiones. Tras estar un año en su plantel, decidió fichar por el tradicional rival de este, Colo-Colo, siendo considerado como un traidor por los forofos azules. Yáñez tuvo un exitoso paso por el conjunto albo, ganando la Copa Libertadores de 1991, siendo fundamental en el duelo de vuelta ante Boca Juniors, dando 2 asistencias en la victoria por 3-1, y posteriormente fue expulsado, por lo que se perdió las finales de ida y vuelta contra Olimpia.
Luego de participar en la pretemporada de 1992, en mayo del mismo año anunció su retiro temporal del fútbol debido a constantes lesiones en la rodilla; regresó en 1993, formando parte del equipo que se coronó campeón. Finalmente, su retiro definitivo se llevó a cabo a fines de la temporada 1994.

## Hacer un "Pato Yáñez"
El gesto conocido como Pato Yáñez tiene su origen en el fútbol chileno y está asociado al exfutbolista Patricio Yáñez. La expresión se popularizó tras un partido disputado el 3 de septiembre de 1989, en el marco de las Eliminatorias para el Mundial de Italia 1990, en el hecho conocido como el Maracanazo de la selección chilena.
Durante el encuentro entre Chile y Brasil en el Estadio Maracaná, la selección chilena enfrentaba un ambiente hostil por parte de la afición local. En un momento del partido, tras una supuesta falta contra su compañero de equipo Condor Rojas, Patricio Yáñez reaccionó hacia la hinchada brasileña con un gesto que consistió en llevarse la mano a la entrepierna mientras miraba desafiante a la tribuna. Este acto fue captado por las cámaras de televisión y rápidamente se convirtió en un símbolo de desafío y protesta dentro del fútbol chileno.
Posteriormente, Rojas confesó haber cortado su propio rostro con una cuchilla de afeitar oculta en su guante para simular un ataque de los hinchas brasileños; semejante acto respondía a un plan orientado a conseguir la programación de un nuevo partido definitorio en cancha neutral.
El gesto quedó grabado en la cultura popular del país, adoptando el nombre del jugador que lo realizó. Desde entonces, hacer un Pato Yáñez se usa en Chile para referirse a este ademán, generalmente entendido como un gesto de desahogo, desafío o burla ante una situación de presión o conflicto. Aunque su uso no se ha extendido de la misma forma en otros países, el gesto tiene equivalentes en distintas culturas futbolísticas y es considerado un acto de provocación en el ámbito deportivo.

## Selección nacional
Estuvo en la prenómina de la sub-20 chilena que participaría en el Sudamericano Sub-20 de 1979, mas no integró la nómina final. 
Con la selección chilena adulta debutó el 13 de junio de 1979, frente a Ecuador. Fue internacional en 44 partidos, convirtiendo 5 goles. Con la Roja disputó las eliminatorias para los Mundiales de España 82, México 86 e Italia 90, la Copa América 1979 (en la cual Chile fue finalista), la Copa América 1983, la Copa América 1991 y el Mundial España 82. Su último partido como internacional fue frente a Argentina el 17 de noviembre de 1994.

### Participaciones internacionales con la Selección

#### Participaciones en Copas del Mundo
| Mundial                        | Sede   | Resultado     |
| ------------------------------ | ------ | ------------- |
| Copa Mundial de Fútbol de 1982 | España | Primera ronda |

#### En Copa América
| Torneo            | Sede          | Resultado    | Partidos | Goles | Asistencias |
| ----------------- | ------------- | ------------ | -------- | ----- | ----------- |
| Copa América 1979 | Sin sede fija | Subcampeón   | 6        | 1     | 1           |
| Copa América 1989 | Brasil        | Primera fase | 0        | 0     | 0           |
| Copa América 1991 | Chile         | Tercer lugar | 6        | 0     | 2           |

#### En Eliminatorias Sudámericanas
| Eliminatorias                    | Equipo            | Resultado     |
| -------------------------------- | ----------------- | ------------- |
| Eliminatorias Sudamericanas 1982 | Selección chilena | Clasificado   |
| Eliminatorias Sudamericanas 1986 | Selección chilena | Eliminado     |
| Eliminatorias Sudamericanas 1990 | Selección chilena | Descalificado |

## Comentarista deportivo
Tras su retiro del fútbol, fue conocido por su trabajo en los medios. El año 1995 tuvo una columna semanal en la Revista Don Balón. 
También ha incursionado como comentarista deportivo en las estaciones televisivas TVN (1997-2006, 2014-2017), CHV (2012-2013), Canal 13 (2009), Telecanal (2007-2009), Vive Deportes y ESPN, así como en las radios Portales (1996-1998), Nina FM (2000), Chilena (2002-2005), Bío-Bío (2006-2013) y Agricultura (1999, 2014-presente). El 6 de febrero de 2012, firmó contrato con el canal Fox Sports para hacer dupla con su compatriota Fernando Solabarrieta. Durante el segundo semestre de 2014 se integra al Canal del fútbol, señal que emite en exclusiva todo el torneo chileno de fútbol. En 2016 se une a Directv Sports para los encuentros de Chile. En febrero de 2019 se reintegró a Fox Sports Chile, luego de ser despedido del CDF y actualmente (2023) esta en ESPN (tras la venta de Fox Sports a Walt Disney Co).

## Clubes
| Club                 | País   | Año       |
| -------------------- | ------ | --------- |
| San Luis             | Chile  | 1977-1982 |
| Real Valladolid      | España | 1982-1986 |
| Real Zaragoza        | España | 1986-1987 |
| Real Betis           | España | 1987-1990 |
| Universidad de Chile | Chile  | 1990      |
| Colo-Colo            | Chile  | 1991-1994 |

## Palmarés

### Campeonatos nacionales
| Título                    | Club            | País   | Año  |
| ------------------------- | --------------- | ------ | ---- |
| Campeonato de Apertura    | San Luis        | Chile  | 1980 |
| Segunda División          | San Luis        | Chile  | 1980 |
| Copa de la Liga de España | Real Valladolid | España | 1984 |
| Primera División          | Colo-Colo       | Chile  | 1991 |
| Primera División          | Colo-Colo       | Chile  | 1993 |
| Copa Chile                | Colo-Colo       | Chile  | 1994 |

### Copas internacionales
| Título              | Club      | País  | Año  |
| ------------------- | --------- | ----- | ---- |
| Copa Libertadores   | Colo-Colo | Chile | 1991 |
| Recopa Sudamericana | Colo-Colo | Chile | 1992 |

### Capitán de Colo-Colo
| Predecesor: Marcelo Ramírez | Capitán de Colo-Colo 1994 | Sucesor: Javier Margas |